# فوجدار

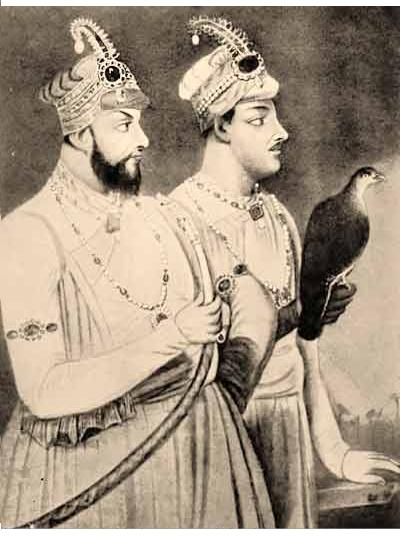
مير جعفر كان فوجدار أوديشا حتى عام 1747.

فوجدار منصب في إمبراطورية مغول الهند يجمع بين مهام القائد العسكري ومهام إدارية تشمل القضاء وجباية ضرائب الأراضي. المنصب له أصول تسبق الحكم المغولي، لكنه قديمًا كان يشير إلى ضابط عسكري ولم تحدد له رتبة معينة. مع الإصلاحات الإدارية التي سنّها الإمبراطور المغولي جلال الدين أكبر، تم تنظيم هذا المنصب ليشكل وحدة إدارية مستقلة وتفاوتت حدودها الإقليمية من مكان إلى آخر ومن وقت لآخر.
الفوجدار يعينه الإمبراطور المغولي ويتلقى الأوامر مباشرة منه، ويرفع العريضة مباشرة إلى البلاط الإمبراطوري.

## أنظر أيضا
- حاكم القلعة